# Coupe de l'EHF féminine 2003-2004
Navigation
Coupe de l'EHF 2002-2003 Coupe de l'EHF 2004-2005
La Coupe de l'EHF 2003-2004 est la vingt-troisième édition de la Coupe de l'EHF féminine, compétition de handball créée en 1981 et organisée par l'EHF.

## Formule
La coupe de l'EHF est aussi appelée la C3. Il faut pour chaque équipe engagée franchir les sept tours de l’épreuve pour brandir le trophée. Toutes les rencontres se déroulent en matchs aller-retour. 
La coupe de l'EHF intègre vingt-huit équipes qualifiées par leurs fédérations nationales lors du troisième tour et quatre autres équipes issues d’un tour de qualification à huit équipes. Elle est généralement considérée comme la seconde coupe d’Europe en termes de niveau de jeu.

## Demi-finales
| Date Aller    | Club          | Aller | Total | Retour | Club          | Date Retour   |
| ------------- | ------------- | ----- | ----- | ------ | ------------- | ------------- |
| 10 avril 2004 | Győri ETO KC  | 29-20 | 55-49 | 26-29  | Våg Vipers HK | 17 avril 2004 |
| 8 avril 2004  | Nordstrand IF | 26-25 | 50-56 | 24-31  | Viborg HK     | 15 avril 2004 |

## Finale
| Date Aller  | Club         | Aller   | Total | Retour | Club      | Date Retour |
| ----------- | ------------ | ------- | ----- | ------ | --------- | ----------- |
| 16 mai 2004 | Győri ETO KC | 27 - 27 | 48-64 | 21-37  | Viborg HK | 23 mai 2004 |

## Les championnes d'Europe
| Championne Coupe d'Europe de l'EHF 2003-2004 Viborg HK 3e titre |